# Scenopinus fulignatus
Scenopinus fulignatus är en tvåvingeart som beskrevs av Kelsey 1976. Scenopinus fulignatus ingår i släktet Scenopinus och familjen fönsterflugor. Inga underarter finns listade i Catalogue of Life.